# Aarne (produttore)
Aarne, pseudonimo di Mircea Păpușoi (Bucarest, 25 marzo 2001), è un produttore discografico e beatmaker rumeno.

## Biografia
Aarne ha iniziato a produrre musica a partire dalla metà degli anni dieci, studiando a Londra e pubblicando inediti attraverso SoundCloud. Dopo una serie di collaborazioni, è stato pubblicato il suo album in studio d'esordio, intitolato AA Language (2022); promosso dagli estratti Ne v tuse, Noir, Kebab Boy, Biznes bumen, Daleko e Tesno, il disco ha esordito nella top twenty della Albumų Top 100 e ha reso Aarne l'esordiente dell'anno su Yandex Music. Qualche mese più tardi ha preso parte al VK Fest, tenutosi a San Pietroburgo.
AA Language 2, pubblicato nell'ottobre 2023, ha fatto l'entrata direttamente in vetta alla Latvijas straumētāko albumu, al 7º posto nella classifica lituana ed è stato quello più ascoltato dell'intero anno sul servizio musicale di Yandex.
Nel giugno 2024 viene pubblicato il disco Peekaboo, in collaborazione con Big Baby Tape, che è divenuto il suo terzo ingresso nella Albumų Top 100. La traccia Supersonic ha scalato la Latvijas straumētāko singlu fino al vertice, conservando il primo posto per due settimane consecutive.
A circa due mesi di distanza è avvenuta la pubblicazione dell'LP We Live Only Once, inciso assieme a Bushido Zho; il progetto ha fatto l'entrata nella classifica LP lituana al 36º posto.
Nel maggio 2025 viene annunciato un disco collaborativo con Toxis, la cui uscita è prevista durante la stagione estiva.

## Discografia

### Album in studio
- 2022 – AA Language
- 2023 – AA Language 2
- 2024 – Peekaboo (con Big Baby Tape)
- 2024 – We Live Only Once (con Bushido Zho)

### Singoli
- 2020 – Purge (con Lil Keed e Mykko Montana)
- 2020 – Ne v tuse (con Platina)
- 2021 – Noir (con The Limba e Markul)
- 2021 – Kebab Boy (con Lil Krystalll)
- 2021 – Biznes bumen (con Slava Marlow)
- 2022 – Daleko (con Morgenštern)
- 2022 – Tesno (con Anikv e Bushido Zho)
- 2023 – Hoodak MP3 (con Big Baby Tape)
- 2023 – Vmeste (con Bushido Zho)
- 2023 – Kljanus' (con Uglystephan)
- 2023 – Ice (con Imanbek e NLE Choppa)
- 2024 – Saint (con Russ Millions e G Herbo feat. Imanbek)
- 2024 – SOS (con Bushido Zho)
- 2025 – Slim Shady (con Bushido Zho)